# Alamín
L' alamín (ou alamí en valencien, d'un terme arabe signifiant personne de confiance) était la figure centrale de la aljama élue par l' alcalde mayor (équivalent de juge). Cette charge comprenait plusieurs fonctions dont les plus importantes étaient celles de défendre les intérêts économiques du roi et des habitants des morerías qui dépendaient de lui ainsi que de présider à la juridiction aux côtés du bailli et de l'alcadín dans les cas de force majeure. Le reste de ses fonctions dite mineures étaient de veiller au commerce alimentaire ainsi qu'à la qualité de la nourriture et à son prix. 
L'alamín était relativement bien rémunéré et exempté d'impôt sauf lors de crises économiques graves. 
En 1298, le roi Jacques II d'Aragon permit aux alamíns d'exercer un contrôle absolu sur les commerces musulmans de la aljama, il ordonna également à ses officiels responsables du commerce en général, de ne pas s'immiscer dans les affaires des alamíns.